# Lille Kongensgade (Aalborg)
 For alternative betydninger, se Lille Kongensgade. (Se også artikler, som begynder med Lille Kongensgade)
Lille Kongensgade er en gade i det centrale Aalborg, der løber parallelt med Østerågade fra Nytorv til Slotspladsen. 
Gaden blev anlagt i 1600-tallet på arealer vest for voldgraven om Aalborghus, der var ejet af kongen.